# Donat Vosgien
Pour les articles homonymes, voir Vosgien (homonymie).
Donat Vosgien, né le 12 mars 1762 à Épinal et décédé le 31 août 1800 à Paris, est un avocat et un homme politique français .

## Biographie
Avocat à Épinal, Donat Vosgien est président de l'administration du district. Élu le 3 février 1790, il devient le premier maire d’Épinal. Son mandat se termine le 3 octobre 1791. Le 3 septembre de cette même année, il devenait l'un des 8 députés des Vosges siégeant  à l'Assemblée nationale législative de 1791 à 1792. 
Il devient juge au tribunal civil de la Meurthe sous le Directoire.